# Хосе Ернесто Діас
Хосе Ернесто Діас Корреа (ісп. José Ernesto Díaz Correa; 13 вересня 1952, Богота, Колумбія — 4 травня 2002, Маямі, США) — колумбійський футболіст, що грав на позиції нападника. Виступав за національну збірну Колумбії.

## Клубна кар'єра
У дорослому футболі дебютував 1971 року виступами за команду клубу «Санта-Фе», в якій провів чотири сезони, взявши участь у 144 матчах чемпіонату. Більшість часу, проведеного у складі «Санта-Фе», був основним гравцем атакувальної ланки команди.
Своєю грою за цю команду привернув увагу представників тренерського штабу клубу «Стандард» (Льєж), до складу якого приєднався 1976 року. Відіграв за команду з Льєжа наступний сезон своєї ігрової кар'єри.
Згодом з 1977 по 1979 рік грав у складі команд клубів «Санта-Фе» та «Атлетіко Хуніор».
1980 року уклав контракт з клубом «Індепендьєнте Медельїн», у складі якого провів наступний рік своєї кар'єри гравця. Граючи у складі «Індепендьєнте Медельїн» також здебільшого виходив на поле в основному складі команди.
З 1982 року один сезон захищав кольори команди клубу «Мільйонаріос».
Протягом 1984—1986 років знову захищав кольори команди клубу «Санта-Фе».
Завершив професійну ігрову кар'єру у клубі «Мільйонаріос», у складі якого вже виступав раніше. Прийшов до команди 1987 року, захищав її кольори рік до припинення виступів на професійному рівні.

## Виступи за збірну
1973 року дебютував в офіційних матчах у складі національної збірної Колумбії. Протягом кар'єри у національній команді, яка тривала 11 років, провів у формі головної команди країни 29 матчів, забивши 7 голів.
У складі збірної був учасником розіграшу Кубка Америки 1975 року у різних країнах, де разом з командою здобув «срібло», розіграшу Кубка Америки 1979 року у різних країнах, розіграшу Кубка Америки 1983 року у різних країнах.

## Титули і досягнення
- Срібний призер Кубка Америки: 1975